# Prospalta camerunica
Prospalta camerunica är en fjärilsart som beskrevs av M.Gaede 1915. Prospalta camerunica ingår i släktet Prospalta och familjen nattflyn. Inga underarter finns listade i Catalogue of Life.